# Bucheon
Bucheon (en hangul, 부천), oficialmente Ciudad de Bucheon (en hangul, 부천시; romanización revisada, Bucheon-si), es una ciudad en la provincia de Gyeonggi al norte de la república de Corea del Sur. Esta a mitad de camino entre Seúl e Incheon. Su área es de 53.50 km² y su población total es de 870.000.

## Administración
La ciudad de Bucheon se divide en tres distritos.
- Sosa-gu (소사구?)
- Wonmi-gu (원미구?)
- Ojeong-gu (오정구?)

## Historia
En 1914, algunas áreas de las ciudades de Incheon y Bupyeongse unieron bajo el nombre de Bucheon.

## Deportes
El equipo local de fútbol es el Bucheon FC, fue fundado en 2007 y participa en la Challengers League de Corea del sur. Juega en el estadio Bucheon (부천 종합 운동장) de la ciudad.

## Ciudades hermanas
- Okayama, Japón; desde 1981.
- Harbin, China; desde 1995.
- Kawasaki, Japón; desde 1996.
- Jabárovsk, Rusia; desde 2002.
- Valenzuela, Filipinas; desde 2006.
- Bakersfield, Estados Unidos; desde 2007.